# Muriel neboli v čase návratu
Muriel neboli v čase návratu (originální francouzský název Muriel ou le Temps d'un retour) je francouzské filmové drama, třetí celovečerní film režiséra Alaina Resnaise z roku 1963. Tématem snímku jsou problémy kolem vyrovnávání se s vlastní minulostí. Hlavní postavu komorního dramatu ztvárnila Delphine Seyrig, která za svůj výkon získala Volpiho pohár na Benátském filmovém festivalu.

## Děj
Hélène Aughainová je obchodnice se starožitným nábytkem a žije sama v domácnosti se svým nevlastním synem Bernardem v malém francouzském městě Boulogne-sur-Mer. Jednoho dne za ní na její žádost přijíždí Alphonse Noyard, její dávná láska, společně s jeho neteří Françoise. Jejich příchodem začíná dlouhá série setkání a menších nebo větších rozhovorů, kdy se každá z postav snaží vyrovnat se se svojí minulostí.
Postupně se ukáže, že Bernardův vztah k nevlastní matce je poněkud komplikovanější, že mladá Françoise ve skutečnosti není Alphonsova neteř a že samotný Alphons nebyl v alžírské válce, jak se snaží předstírat, a ve skutečnosti byl tajným agentem. Navíc se Bernard během svého působení v alžírské válce dopustil krutého mučení na mladé dívce jménem Muriel. Uprostřed všech postav se se svou minulostí a se svým současným životem navíc snaží vyrovnat samotná Hélène.

## Obsazení
| Delphine Seyrig        | Hélène Aughainová |
| Jean-Pierre Kérien     | Alphonse Noyard   |
| Jean-Baptiste Thierrée | Bernard Aughain   |
| Nita Klein             | Françoise         |
| Claude Sainval         | Roland de Smoke   |
| Laurence Badie         | Claudie           |
| Jean Champion          | Ernest Choisy     |
| Jean Dasté             | muž s kozou       |
| Martine Vatel          | Marie-Dominique   |
| Nelly Borgeaud         |                   |
| Philippe Laudenbach    |                   |

## Ocenění
Ocenění
- 1963: Volpiho pohár pro nejlepší herečku na Benátském filmovém festivalu - Delphine Seyrig

Nominace
- 1963: Zlatý lev na Benátském filmovém festivalu